# Josef Urválek
Josef Urválek (28. dubna 1910 České Budějovice – 29. listopadu 1979 Praha) byl český komunistický prokurátor Státního soudu a později soudce. Je známý jako fanaticky hovořící prokurátor z vykonstruovaných procesů v dobách stalinismu v 50. letech 20. století, například s Miladou Horákovou. Neblaze proslul jako jeden z nejkrutějších a nejbezohlednějších představitelů československé komunistické justice, spojených s politickými procesy 50. let. Nesl přímou zodpovědnost za několik desítek justičních vražd.

## Život
Narodil se 28. dubna 1910 v Českých Budějovicích jako syn Františka Urválka, strojvedoucího státních drah, a jeho manželky Marie, rozené Trochové. Roku 1929 maturoval na místním gymnáziu a nastoupil na Právnickou fakultu Univerzity Karlovy. Promoval 2. července 1934 z rukou profesora Funka s dobrým prospěchem, přičemž vyznamenání dostal z práva a řízení trestního. Dne 4. června 1938 se oženil s Vlastou, rozenou Koudelkovou, která tehdy učila češtinu a francouzštinu na gymnáziu ve Strakonicích. V letech 1940 a 1946 se jim narodili synové Petr a Jan.
V letech 1930–1938 byl členem sociální demokracie a podle vlastních vzpomínek (z roku 1968) spolupracoval během studií s komunistickými studenty. V listopadu 1933 neúspěšně kandidoval do funkce starosty studentského spolku Všehrd. Národní politika o této volbě mj. napsala: „1061 mladých právníků se jich [voleb] zúčastnilo a z nich 719 odevzdalo hlasy kandidátu odstupujícího výboru a dosavadnímu místostarostovi Jindřichu Smolkovi. Komunistický kandidát Josef Urválek obdržel 334 hlasy, 8 hlasů bylo neplatných“, nicméně hned o několik dní později byli na Urválkovu žádost nuceni zveřejnit opravu: „Není pravda, že komunistický kandidát Josef Urválek, je pravda, že Josef Urválek není komunistou a nebyl komunisty kandidován“.
Po absolvování právnické fakulty působil v letech 1935–1939 u Krajského soudu v Českých Budějovicích, odkud přešel na tamní krajské státní zastupitelství. Během druhé světové války, zejména v letech 1940 a 1941, byl žalobcem v běžných kriminálních případech, např. krádeží, ublížení na zdraví z nedbalosti, vandalismu, výtržnictví, domácího násilí či podvodu. V roce 1944 byl nasazen do smaltovny jako dělník a posléze jako úředník.
Po osvobození vstoupil do KSČ a v letech 1945–1948 pracoval opět na českobudějovickém státním zastupitelství jako veřejný žalobce Mimořádného lidového soudu a v letech 1946–1947 jako náměstek národního prokurátora. V té době se jako žalobce účastnil retribučních procesů se zrádci a kolaboranty, například s Radolou Gajdou (navrhoval doživotí, rozsudek zněl na 2 roky), s představiteli protektorátního Vládního vojska, generály Janem Obručníkem a Liborem Vítězem (pro Obručníka žádal trest smrti, odsouzen byl na doživotí, propuštěn po 20 letech; Vítězovi navrhoval „trest přiměřený jeho vině“, rozsudek zněl na čtyři roky), a s bývalým ministrem obrany Františkem Machníkem (u soudu osvobozen).
Vrchol jeho kariéry nastal po komunistickém převratu v únoru 1948. Od února do dubna 1948 pracoval jako referent v oddělení revize retribuce na Ministerstvu spravedlnosti. Poté byl pověřen vedením státního zastupitelství v Českých Budějovicích a ustaven zmocněncem pro reorganizaci soudnictví v tomto kraji. Od února 1949 stanul v čele krajské prokuratury v Českých Budějovicích. Od konce 40. let byl z Českých Budějovic pravidelně povoláván ke Státnímu soudu, kde působil jako prokurátor v procesech celostátního významu (Milada Horáková a spol., Rudolf Slánský a spol.). Jako prokurátor schválil obžalobu Ludvíka Frejky, Rudolfa Margoliuse, Eugena Löbla, u soudního líčení pak byl hlavním žalobcem mimo jiné např. Rudolfa Slánského, Ludvíka Frejky aj.
V roce 1953 se stal (oficiálně pro své zásluhy) předsedou československého Nejvyššího soudu, kde dále pokračovaly politické procesy, mj. s bývalým předsedou tohoto soudu Ivanem Dérerem. Jako předseda senátu zde vedl hlavní líčení např. ve věci Marie Švermové. Na základě usnesení předsednictva ÚV KSČ ze dne 4. března 1963 byl uvolněn z funkce předsedy Nejvyššího soudu a pracovně umístěn ve Vědeckovýzkumném ústavu kriminalistiky na Generální prokuratuře. (Oficiálně odešel na vlastní žádost ze zdravotních důvodů.)
Na jaře 1968 se jeho aktivity v 50. letech dostaly pod přísnou veřejnou a stranickou kritiku. Samotný Urválek v té době vypracoval stanovisko ke své činnosti na žádost Pillerovy komise a poskytl také rozhovor Rudému právu. Odmítal přijmout osobní odpovědnost za nezákonnosti, vinu svaloval především na další aktéry, zejména Státní bezpečnost a prezidenta Klementa Gottwalda. Jeho postoje vyvolaly ostrou kritiku reformních komunistů, např. Zdeňka Mlynáře a bývalého politického vězně Ivana Holého.
Spolu s Helenou Válkovou je podepsán pod článkem „Některé poznatky z výzkumu ochranného dohledu v souvislosti s prokurátorským dozorem“, který vyšel ve čtvrtletníku Prokuratura na jaře 1979.

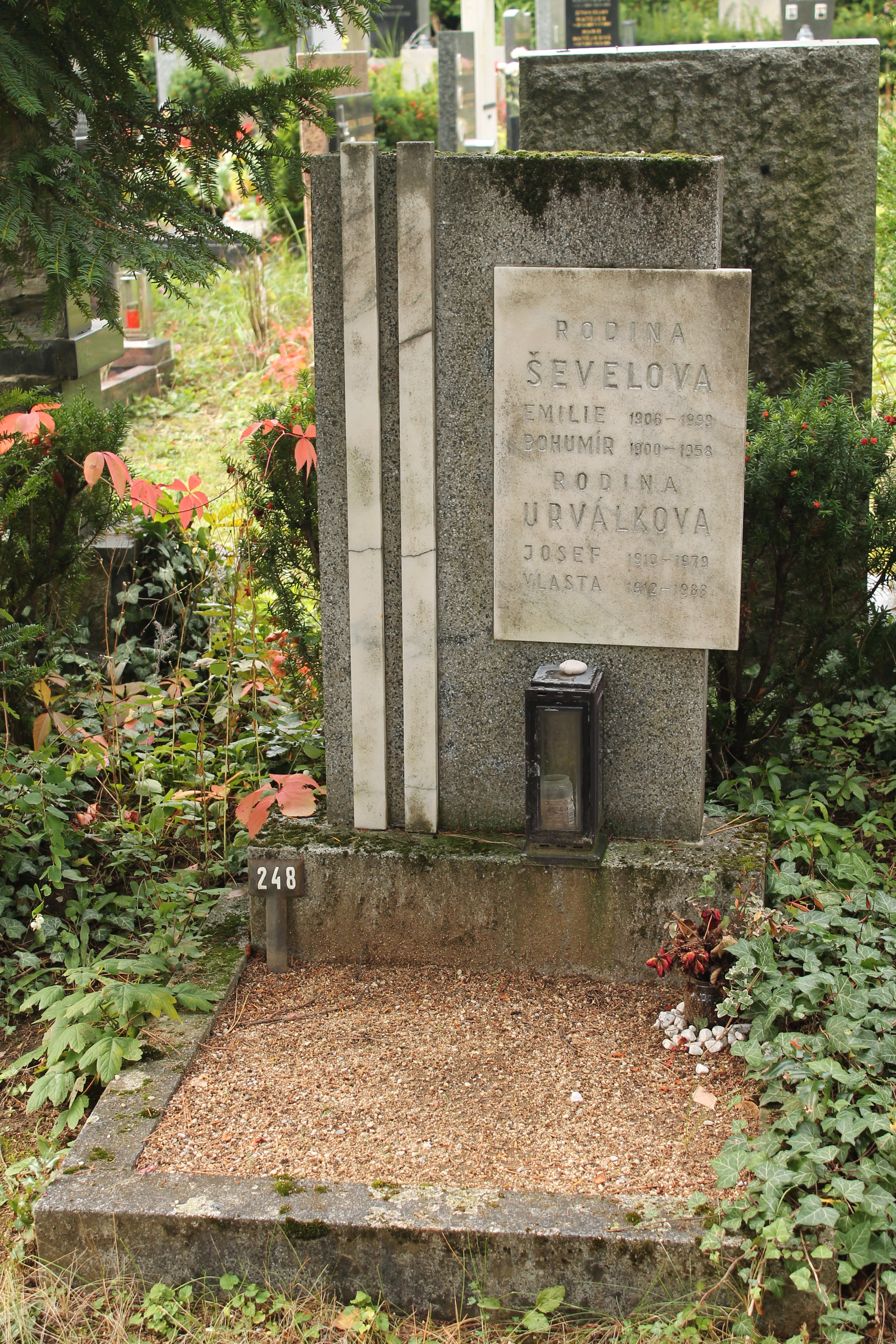
Hrob Josefa Urválka na Ústředním hřbitově v Brně

Téhož roku zemřel; údajně spáchal sebevraždu. Historik Oldřich Tůma k tomu uvedl: „Běžně se to uvádí, nikdy jsem nezaznamenal žádné pochybnosti. I když já tedy podrobnosti neznám a myslím, že ani známy nejsou.“ Pohřben je na Ústředním hřbitově v Brně.

### Citát
| „                     | Co tedy, proboha, po mně chcete, abych udělal? Vy si myslíte, že si mám sáhnout na život? Ne, nemohu a nebudu skákat z petřínské věže, to není možné. Kdybych to, pane redaktore, udělal, vzal bych na sebe celou vinu, potvrdil bych svou vinu a já ji necítím, tu má někdo jiný. V tom je rozpornost celé situace tehdejších let i dneška. | “ |
| — Josef Urválek, 1968 | |   |